# 遠山信二
遠山 信二（とおやま しんじ 1923年8月25日 - 1986年2月11日）は、日本の指揮者。

## 来歴
東京府出身。日興證券会長を務めた遠山元一の次男。武蔵野音楽院卒業後、ウィーンに留学。
クリスチャンとして宗教音楽研究会合唱団の指揮者を務めた。大阪フィルハーモニー交響楽団専任指揮者。東京交響楽団および群馬交響楽団の永久名誉指揮者。癌で死去。
音楽評論家遠山一行の弟。ダヴィッド社社長遠山直道の兄。
信二の死後、未亡人の遠山昭子が音楽事務所"あ佳音"（AKANE）を経営している。